# زولتان فارغا (سياسي)
زولتان فارغا هو سياسي مجري، ولد في 17 سبتمبر 1952 في ميشكولتس في المجر. نشط حزبياً في الحزب الاشتراكي المجري. وقد انتخب عضو الجمعية الوطنية المجرية ‏.